# Ampedus pomonae
Ampedus pomonae es una especie de escarabajo del género Ampedus, familia Elateridae. Fue descrita científicamente por Stephens en 1830.
Esta especie se encuentra en varios países de Europa. 